# Liste des îles de Nantes
Cet article recense les îles de Nantes (France), qu'elles existent actuellement ou qu'elles aient disparu.

## Îles actuelles

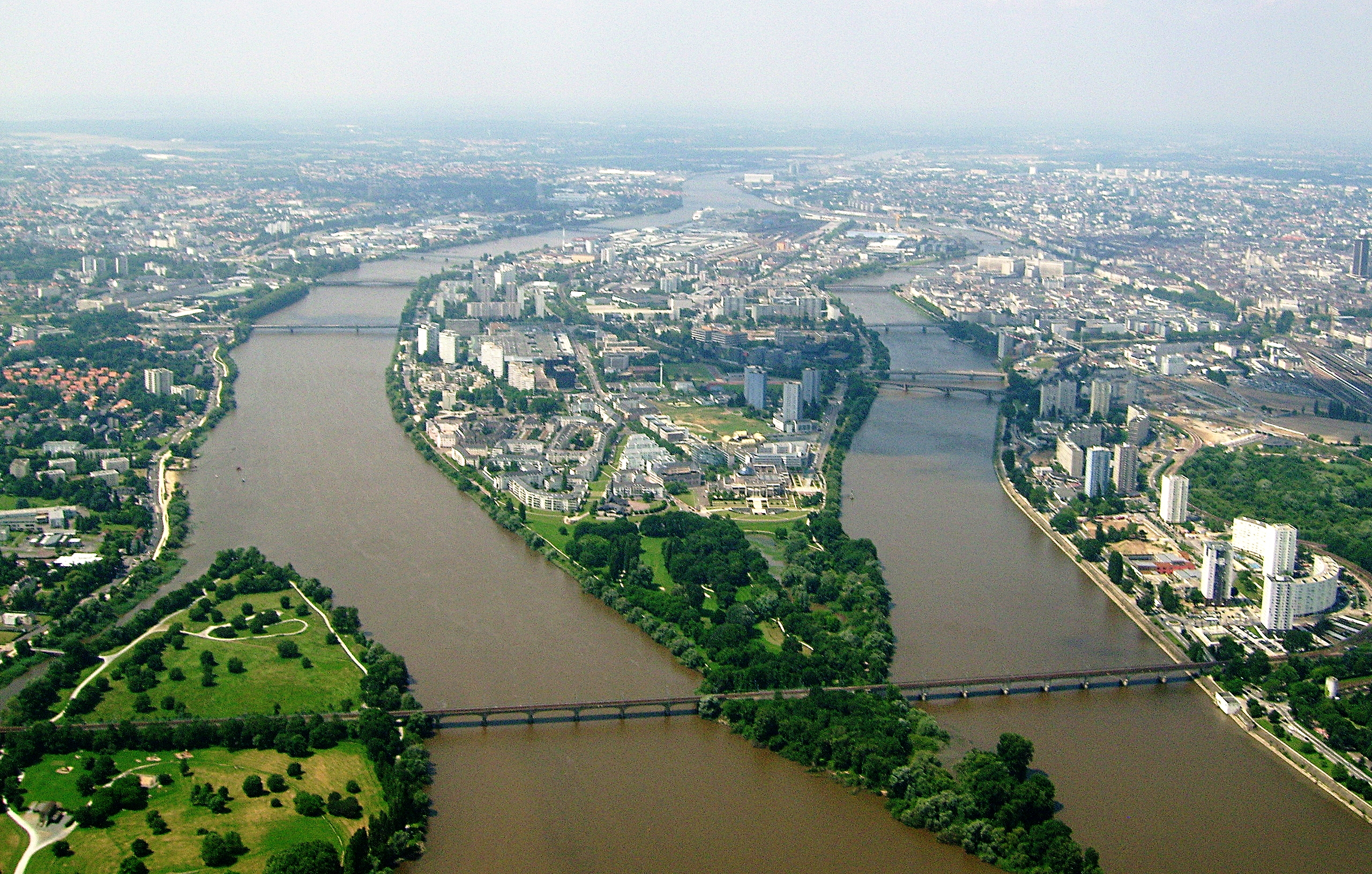
Vue aérienne de l'île de Nantes, depuis son extrémité amont ; l'île de Nantes, résultant de l'agglomération d'un archipel d'une dizaine d'îles au milieu de la Loire, est la plus grande île de la ville.

Le territoire de la commune de Nantes ne comprend actuellement que deux îles :
- l'île de Nantes, la plus grande, sur la Loire ;
- l'île de Versailles, nettement plus petite, sur l'Erdre ; elle est composée en quasi-totalité par un jardin japonais.

## Anciennes îles
Nantes, au confluent de la Loire, de l'Erdre et de la Sèvre Nantaise, a possédé de très nombreuses îles. La plupart ont été rattachées aux rives du fleuve ou à l'île de Nantes par comblement des bras de la Loire au XXe siècle, parfois appelé localement : « boires ». Le nom de certaines persiste actuellement, quelques zones étant toujours appelées « île » bien que n'étant plus entourées d'eau.
- Îles rattachées à la rive droite de la Loire :
  - Île Feydeau
  - Île Gloriette
  - Prairie de la Madeleine, à l'Est de l'île Gloriette et rattachée à celle-ci
  - Prairie de Mauves

- Îles rattachées à la rive gauche de la Loire :
  - Île Cheviré
  - Île Pointière

- Îles rattachées pour former l'île de Nantes, à diverses époques :
  - Île du Balagué ou prairie de Balagué, au centre de l'île de Nantes
  - Île Beaulieu, est de l'actuelle île de Nantes
  - Île Cochard, en aval de l'île Gloriette, réunie à la Prairie-au-Duc au sud
  - Île de Biesse ou  prairie de Biesse, dans la partie Nord de l'île de Nantes :
    - Île de Grande Biesse
    - Île de Petite Biesse

  - Île du Grand Fendy
  - Île Launay, dans la partie Nord-Est de l'île de Nantes
  - Île de la Prairie au Duc, partie Ouest de l'île de Nantes
  - Île Sainte-Anne, Sud-Ouest de l'actuelle île de Nantes
  - Île Vertais, comportant la prairie d'Amont et la prairie d'Aval, partie Sud de l'île de Nantes
  - Île Videment
  - Prairie de Pré-Joli

- Îles disparues :
  - Île Mabon (ou île Lemaire, ou île Miseiry ou Misery), tout à l'Ouest de l'île de Nantes